# Brittiska F3-mästerskapet 2006
Brittiska F3-mästerskapet 2006 var ett race som kördes över 22 race.

## Delsegrare
| Bana           | Vinnare            | Vinnare        |
| -------------- | ------------------ | -------------- |
| Oulton Park    | Bruno Senna        | Bruno Senna    |
| Donington Park | Bruno Senna        | Mike Conway    |
| Pau            | Mike Conway        | Mike Conway    |
| Mondello Park  | Bruno Senna        | Oliver Jarvis  |
| Snetterton     | Mike Conway        | Mike Conway    |
| Spa            | Yelmer Buurman     | Maro Engel     |
| Silverstone    | Mike Conway        | Mike Conway    |
| Brands Hatch   | Mike Conway        | Oliver Jarvis  |
| Mugello        | Christian Bakkerud | Bruno Senna    |
| Silverstone    | Mike Conway        | Mike Conway    |
| Thruxton       | Oliver Jarvis      | Yelmer Buurman |

## Slutställning
| Plats | Förare             | Poäng |
| ----- | ------------------ | ----- |
| 1     | Mike Conway        | 321   |
| 2     | Oliver Jarvis      | 250   |
| 3     | Bruno Senna        | 229   |
| 4     | Yelmer Buurman     | 186   |
| 5     | Maro Engel         | 174   |
| 6     | Christian Bakkerud | 129   |
| 7     | Stephen Jelley     | 126   |
| 8     | James Jakes        | 96    |
| 9     | James Walker       | 92    |
| 10    | Salvador Durán     | 54    |